# Trofeo Ciudad de Zaragoza "Carlos Lapetra"
Il Trofeo Ciudad de Zaragoza “Carlos Lapetra” è un torneo di calcio organizzato dal Real Zaragoza con sede nella città di Saragozza, Spagna.
Si gioca, sin dalla sua creazione nel 1971, allo Stadio La Romareda.
Dopo la morte dell'ex calciatore Carlos Lapetra nel 1995, il trofeo ha cambiato nome in suo onore, quindi dall'edizione del 1998 si tiene sotto il nome di Memorial Carlos Lapetra.

## Storia
La prima edizione del Trofeo Ciudad de Zaragoza si tenne nel maggio 1971, approvata con un budget di 3 milioni di pesetas che si prevedeva di ricavare dalla vendita dei biglietti. I primi partecipanti sono stati Real Zaragoza, Anderlecht e Colonia, che hanno aperto la lista dei vincitori. L'iniziativa è nata dal direttore e assessore alle feste, Antonio Mur, sollecitato da diversi settori della città.
Inizialmente si giocava a fine stagione (a maggio), diventando poi la partita di presentazione per i tifosi del Saragozza (ad agosto). Attualmente si svolge in autunno, in concomitanza con i festeggiamenti del Pilar, quando si sono già svolte alcune giornate di gara.
Nelle prime edizioni il Trofeo si svolgeva su più giorni e con quattro squadre in lotta per la vittoria finale, essendo uno dei più importanti tornei estivi. Questo sarebbe durato fino al 1985 quando iniziò a essere giocato in una sola partita, ad eccezione delle edizioni 1989, 1990 e 2010.

## Albo d'oro
| Edizione | Anno | Primo posto         | Secondo posto         | Terzo posto              | Quarto posto |
| I        | 1971 | Colonia             | Anderlecht            | Real Saragozza           | -            |
| II       | 1972 | Real Saragozza      | Palmeiras             | Amburgo                  | -            |
| III      | 1973 | Borussia M'gladbach | CSKA Sofia            | Real Saragozza           | West Ham Utd |
| IV       | 1974 | Real Saragozza      | Eintracht Francoforte | RWD Molenbeek / Partizan |              |
| V        | 1975 | Real Saragozza      | Boca Juniors          | Vojvodina                | Boavista     |
| VI       | 1976 | Real Saragozza      | Górnik Zabrze         | OFK Belgrado             | Olympiacos   |
| VII      | 1977 | CSKA Sofia          | Real Saragozza        | Radnički Niš             | Espanyol     |
| VIII     | 1978 | Real Saragozza      | Nacional              | Sliven                   | Trepça       |
| IX       | 1979 | Real Saragozza      | Dinamo Zagabria       | Vasas                    | Sarajevo     |
| X        | 1980 | Espanyol            | Real Saragozza        | Sporting Lisbona         | Partizan     |
| XI       | 1981 | Real Saragozza      | Nottingham Forest     | Volan                    | Osasuna      |
| XII      | 1982 | Manchester Utd      | Real Saragozza        | MTK Budapest             | Honvéd       |
| XIII     | 1983 | Real Saragozza      | América               | Aston Villa              | Timișoara    |
| XIV      | 1984 | Videoton            | Universidad de Chile  | Real Saragozza           | Defensor     |
| XV       | 1985 | Barcellona          | Real Saragozza        | -                        | -            |
| XVI      | 1986 | Real Saragozza      | Colonia               | -                        | -            |
| XVII     | 1987 | Real Saragozza      | Cecoslovacchia        | -                        | -            |
| XVIII    | 1988 | Peñarol             | Real Saragozza        | -                        | -            |
| XIX      | 1989 | Real Saragozza      | Atlante               | -                        | -            |
| XX       | 1990 | Dinamo Mosca        | Real Saragozza        | Betis                    | -            |
| XXI      | 1991 | Real Saragozza      | Dinamo Bucarest       | -                        | -            |
| XXII     | 1992 | Real Saragozza      | Barcellona            | -                        | -            |
| XXIII    | 1993 | Vasco da Gama       | Real Saragozza        | -                        | -            |
| XXIV     | 1994 | Real Saragozza      | CSKA Mosca            | -                        | -            |
| XXV      | 1995 | Real Saragozza      | Nacional              | -                        | -            |
| XXVI     | 1996 | Real Saragozza      | Amburgo               | -                        | -            |
| XXVII    | 1997 | Lazio               | Real Saragozza        | -                        | -            |
| XXVIII   | 1998 | Parma               | Real Saragozza        | -                        | -            |
| XXIX     | 1999 | Real Saragozza      | Feyenoord             | -                        | -            |
| XXX      | 2000 | Real Saragozza      | Parma                 | -                        | -            |
| XXXI     | 2001 | Real Saragozza      | Twente                | -                        | -            |
| XXXII    | 2002 | Real Saragozza      | Athletic Bilbao       | -                        | -            |
| XXXIII   | 2003 | Real Saragozza      | Chievo                | -                        | -            |
| XXXIV    | 2004 | Atlético Madrid     | Real Saragozza        | -                        | -            |
| XXXV     | 2005 | Real Saragozza      | Real Madrid           | -                        | -            |
| XXXVI    | 2006 | Real Saragozza      | Livorno               | -                        | -            |
| XXXVII   | 2007 | Real Saragozza      | Juventus              | -                        | -            |
| XXXVIII  | 2008 | Getafe              | Real Saragozza        | -                        | -            |
| XXXIX    | 2009 | Lazio               | Real Saragozza        | -                        | -            |
| XL       | 2010 | Huesca              | Real Saragozza        | Teruel                   | -            |
| XLI      | 2011 | Real Saragozza      | Espanyol              | -                        | -            |
| XLII     | 2012 | Real Saragozza      | Espanyol              | -                        | -            |
| XLIII    | 2013 | Real Saragozza      | Getafe                | -                        | -            |
| XLIV     | 2014 | Villarreal          | Real Saragozza        | -                        | -            |
| XLV      | 2015 | Real Saragozza      | Real Sociedad         | -                        | -            |
| XLVI     | 2016 | Real Saragozza      | Eibar                 | -                        | -            |
| XLVII    | 2017 | Eibar               | Real Saragozza        | -                        | -            |
| XLVIII   | 2018 | Levante             | Real Saragozza        | -                        | -            |
| XLIX     | 2019 | Real Saragozza      | Levante               | -                        | -            |
| L        | 2020 | non celebrato       |                       | -                        | -            |
| LI       | 2021 | Getafe              | Real Saragozza        | -                        | -            |
| LII      | 2022 | Posticipato*        |                       | -                        | -            |
| LIII     | 2023 | Millonarios         | Real Saragozza        | -                        | -            |